# Campionati del mondo di mountain bike 2010
I Campionati del mondo di mountain bike 2010 (en.: 2010 UCI Mountain Bike & Trials World Championships), ventunesima edizione della competizione, sono stati disputati a Mont-Sainte-Anne, in Canada, tra il 31 agosto e il 5 settembre.

## Eventi
Si gareggia in tre discipline della mountain bike, cross country, downhill e four-cross, e nel trial (20 e 26 pollici).

### Cross country
Mercoledì 1º settembre
- 11:00 Staffetta a squadre
- 14:00 Donne Junior

Giovedì 2 settembre
- 10:00 Donne Under 23

Venerdì 3 settembre
- 11:00 Uomini Junior
- 14:00 Uomini Under-23

Sabato 4 settembre
- 11:00 Donne Elite
- 14:00 Uomini Elite

### Downhill
Domenica 5 settembre
- 10:30 Donne Junior
- 10:30 Uomini Junior
- 13:00 Donne Elite
- 14:00 Uomini Elite

### Four-cross
Venerdì 3 settembre
- 21:00 Donne
- 21:00 Uomini

### Trial
Venerdì 3 settembre
- 9:15-13:15 Donne 20/26"

Sabato 4 settembre
- 12:30-14:00 Uomini Junior 20"
- 14:30-16:00 Uomini Elite 20"

Domenica 5 settembre
- 12:10-13:40 Uomini Junior 26"
- 13:50-12:20 Uomini Elite 26"

## Medagliere
Aggiornato al 5 settembre.
| Pos.   | Nazione     | Oro | Argento | Bronzo | Totale |
| ------ | ----------- | --- | ------- | ------ | ------ |
| 1      | Australia   | 3   | 1       | 0      | 4      |
| 2      | Svizzera    | 2   | 1       | 1      | 4      |
| 3      | Francia     | 1   | 3       | 2      | 6      |
| 4      | Rep. Ceca   | 1   | 2       | 3      | 6      |
| 5      | Regno Unito | 1   | 1       | 1      | 3      |
| 6      | Canada      | 1   | 1       | 0      | 2      |
| 7      | Polonia     | 1   | 0       | 1      | 2      |
| 8      | Svezia      | 1   | 0       | 0      | 1      |
| 8      | Spagna      | 1   | 0       | 0      | 1      |
| 8      | Paesi Bassi | 1   | 0       | 0      | 1      |
| 11     | Germania    | 0   | 1       | 2      | 3      |
| 12     | Stati Uniti | 0   | 1       | 1      | 2      |
| 13     | Ucraina     | 0   | 1       | 0      | 1      |
| 13     | Russia      | 0   | 1       | 0      | 1      |
| 15     | Sudafrica   | 0   | 0       | 2      | 2      |
| Totale | Totale      | 13  | 13      | 13     | 39     |

## Sommario degli eventi
| Eventi                       | Oro                                                  | Tempo                     | Argento                                              | Tempo   | Bronzo                                              | Tempo   |
| Cross country                |                                                      |                           |                                                      |         |                                                     |         |
| Uomini Elite dettagli        | José Antonio Hermida Spagna                          | 1h52'26" Media 17,61 km/h | Jaroslav Kulhavý Rep. Ceca                           | a 29"   | Burry Stander Sudafrica                             | a 1'10" |
| Uomini Under-23 dettagli     | Mathias Flückiger Svizzera                           | 1h45'15" Media 17,44 km/h | Thomas Litscher Svizzera                             | a 30"   | Patrik Gallati Svizzera                             | a 1'04" |
| Uomini Junior dettagli       | Michiel Van Der Heijden Paesi Bassi                  | 1h33'54" Media 16,61 km/h | Julien Trarieux Francia                              | a 1'48" | Julian Schelb Germania                              | a 2'14" |
| Donne Elite dettagli         | Maja Włoszczowska Polonia                            | 1h48'21" Media 14,40 km/h | Irina Kalent'eva Russia                              | a 48"   | Willow Koerberg Stati Uniti                         | a 52"   |
| Donne Under-23 dettagli      | Alexandra Engen Svezia                               | 1h30'33" Media 14,18 km/h | Annie Last Regno Unito                               | a 43"   | Paula Gorycka Polonia                               | a 3'04" |
| Donne Junior dettagli        | Pauline Ferrand-Prévot Francia                       | 1h20'33" Media 12,51 km/h | Yana Belomoyna Ucraina                               | a 47"   | Helen Grobert Germania                              | a 1'21" |
| Team relay                   |                                                      |                           |                                                      |         |                                                     |         |
| Staffetta a squadre dettagli | Svizzera T. Litscher, R. Walder, K. Leumann, R. Naef | 1h06'00" Media 16,73 km/h | Germania M. Fumic, J. Schelb, S. Spitz, M. Fleschhut | a 18"   | Rep. Ceca J. Kulhavy, O. Cink, K. Nash, T. Paprstka | a 41"   |
| Downhill                     |                                                      |                           |                                                      |         |                                                     |         |
| Uomini Elite dettagli        | Sam Hill Australia                                   | 4'37"93                   | Steve Smith Canada                                   | a 2"63  | Greg Minnaar Sudafrica                              | a 3"00  |
| Uomini Junior dettagli       | Troy Brosnan Australia                               | 4'50"71                   | Neko Mulally Stati Uniti                             | a 0"06  | Lewis Buchanan Regno Unito                          | a 9"05  |
| Donne Elite dettagli         | Tracy Moseley Regno Unito                            | 5'17"47                   | Sabrina Jonnier Francia                              | a 7"50  | Emmeline Ragot Francia                              | a 10"64 |
| Donne Junior dettagli        | Lauren Rosser Canada                                 | 5'59"55                   | Fanny Lombard Francia                                | a 13"95 | Julie Berteaux Francia                              | a 20"19 |
| Four-cross                   |                                                      |                           |                                                      |         |                                                     |         |
| Uomini dettagli              | Tomáš Slavík Rep. Ceca                               |                           | Jared Graves Australia                               |         | Michal Prokop Rep. Ceca                             |         |
| Donne dettagli               | Caroline Buchanan Australia                          |                           | Jana Horakova Rep. Ceca                              |         | Romana Labounkova Rep. Ceca                         |         |

| Eventi                     | Oro                                                        | Penalità | Argento                                                  | Penalità | Bronzo                                                       | Penalità |
| Trials                     |                                                            |          |                                                          |          |                                                              |          |
| Uomini Elite 26" dettagli  | Kenny Belaey Belgio                                        | 25       | Benito Ros Spagna                                        | 39       | Marco Caisso Francia                                         | 39       |
| Uomini Elite 20" dettagli  | Benito Ros Spagna                                          | 22       | Abel Mustieles Spagna                                    | 31       | Rick Koekeok Paesi Bassi                                     | 43       |
| Uomini Junior 26" dettagli | Ion Areitio Spagna                                         | 25       | David Bonzon Svizzera                                    | 39       | Maxime Tolu Francia                                          | 39       |
| Uomini Junior 20" dettagli | Ion Areitio Spagna                                         | 14       | Raphael Pils Germania                                    | 15       | Marius Merger Francia                                        | 20       |
| Donne dettagli             | Gemma Abant Spagna                                         | 15       | Karin Moor Svizzera                                      | 23       | Tatiana Janickova Slovacchia                                 | 34       |
| Squadre dettagli           | Spagna I. Areitio, B. Ros G. Abant, R. Tibau, A. Mustieles | 545      | Francia M. Merger, A. Fontenoy, M. Vassor, G. Coustelier | 455      | Germania R. Pils, M. Mrohs, A. Wesp, R. Fix, Hannes Herrmann | 420      |